# 塞西莉亚·劳斯
塞西莉亚·劳斯（英語：Cecilia Elena Rouse；1963年12月18日—）是美国经济学家兼普林斯顿大学普林斯顿公共与国际事务学院院长，現任美國经济顾问委员会主席。勞斯生于加利福尼亚州核桃溪，哈佛大学毕业。2020年，美国总统乔·拜登提名劳斯为经济顾问委员会主席。2021年3月2日，參議院投票通过提名，同年3月12日就任。